# 4575 Broman
4575 Broman este un asteroid din centura principală, descoperit pe 26 iunie 1987, de Eleanor Helin.